# D (група)
D (на японски: ディー, Dī) е метъл рок група в префектура Канагава, Япония, основана през 2003 г.

## Членове
Настоящи членове на групата
| Име                         | Дата на раждане и години | Роден              | Бележки      |
| --------------------------- | ------------------------ | ------------------ | ------------ |
| Асаги (ASAGI / 浅葱)        | 29 август 1974 г.        | Акита              | вокали       |
| Руиза (Ruiza / 涙沙)        | 18 февруари 1979 г.      | Хього              | соло китари  |
| Хидезоу (HIDE-ZOU / 英蔵)   | 19 ноември 1977 г.       | Канагава           | ритъм китара |
| Цунехито (Tsunehito / 恒人) | 5 март 1984 г.           | Йокохама, Канагава | бас китара   |
| Хироки (HIROKI / 大城)      | 20 юли 1975 г.           | Гунма              | барабани     |

## Дискография
Студийни албуми
- 2005 – The Name of the Rose
- 2006 – Tafel Anatomie
- 2007 – Neo Culture: Beyond the World
- 2009 – Genetic World
- 2010 – 7th Rose
- 2011 – Vampire Saga
- 2014 – Kingdom
- 2016 – Wonderland Savior

Концертни албуми
- 2009 – Tour 2008: Alice in Dark Edge Final

EP
- 2003 – New Blood
- 2004 – Paradox
- 2011 – Huang Di ~Yami ni Umareta Mukui~
- 2012 – Namonaki Mori no Yumegatari

Сингли
- 2003 – „Alice“
- 2004 – „Yume Narishi Kuuchuu Teien“
- 2004 – „Mayutsuki no Hitsugi“
- 2005 – „Mahiru no Koe ~Synchronicity~“
- 2005 – „Shiroi Yoru“
- 2005 – „Yami Yori Kurai Doukoku no Acapella to Bara Yori Akai Jounetsu no Aria“
- 2006 – „Taiyou wo Okuru hi“
- 2007 – „Dearest You“
- 2007 – „Ouka Saki Some ni Keri“
- 2007 – „Schwarzschild“
- 2008 – „Birth“
- 2008 – „Yami no Kuni no Alice/Hamon“
- 2009 – „Snow White“
- 2009 – „Tightrope“
- 2009 – „Day by Day“
- 2010 – „Kaze ga Mekuru Page“
- 2010 – „Akaki Hitsuji ni Yoru Bansankai“
- 2010 – „In the name of justice“
- 2011 – „Torikago Goten ~L'Oiseau Bleu~“
- 2012 – "Nyanto-shippo „De“!?"
- 2012 – „Ultimate lover“
- 2012 – „Dying Message“
- 2012 – „Danzai no Gunner“
- 2013 – „Bon Voyage!“
- 2013 – „Rosenstrauss“
- 2013 – „Dark wings“
- 2013 – „Taiyou o Se ni Shite“
- 2014 – „Tsuki no Sakazuki“
- 2014 – „Dandelion“
- 2015 – „Happy Unbirthday“
- 2015 – „Master Key“
- 2016 – „Himitsu kessha K club“

Компилации и други албуми
- 2013 – Treasure Box
- 2013 – Bloody Rose „Best Collection 2007 – 2011“
- 2014 – D Vampire Chronicle: V-Best Selection

Видеография
- 2007 – Tafel Anatomie: Tour 2006 Final
- 2008 – Last Indies Tour 2008 Final: Follow Me
- 2009 – Tour 2008: Alice in Dark Edge Final
- 2011 – In the Name of Justice Tour Final 2010
- 2013 – D 10th Anniversary Special Premium Live 2013 „Bon Voyage!“
- 2015 – 47 Todoufuken Tour Final At Maihama Amphitheater
- 2015 – Ultimate lover Dai Nijyu-ichi ya
- 2016 – Happy Unbirthday 2015.8.29 Akasaka BLITZ